# Зугдіді (станція)
Зугдіді (груз. ზუგდიდი) — залізнична станція Грузинської залізниці на лінії Інгурі — Зугдіді. Розташована в грузинському місті Зугдіді, на правому березі річки Чхоуші.
На станції є вокзал з квитковими касами, залом очікування та камерами зберігання. Колійний розвиток складається з 4 колій, з них 3 колії електрифіковані.

## Історія
Станція відкрита 1940 року під час будівництва залізничної лінії Інгурі — Джварі (нині ділянка лінії від Зугдіді до Джварі закрита).
1954 року станція електрифікована постійним струмом (= 3 кВ).
Терористичні акти
Після війни 1992—1993 років на станції періодично відбувалися терористичні акти. Особливо найчастішими вони були влітку та восени 2009 року. Так, 10 червня 2009 року о 23:35 на станції Зугдіді був підірваний вантажний вагон, який знаходився поруч з пасажирським потягом сполученням Зугдіді — Тбілісі. В результаті чого був важко поранений 58-річний залізничник Шалва Окромчедлішвілі, який був госпіталізований. У сусідніх будівлях вибухова хвиля вибила шибки. 11 червня 2009 року вибухнула бомба, яка була схована в сміттєвій урні біля вокзалу. Обійшлося без жертв. У Міністерстві внутрішніх справ Грузії повідомили, що вибухи були організовані тими, хто не зацікавлений у стабільності в регіоні. На місце теракту також прибув генеральний директор Грузинської залізниці Іраклій Езугбая, який запевнив громадськість у тому, що залізниця буде відновлена у найближчі дні. Протягом наступного дня сапери і ремонтні бригади дослідили та відновили пошкоджену ділянку залізниці. 12 червня 2009 року залізничне сполучення було відновлено.
2009 року на станції Зугдіді знову пролунав вибух. Цього разу бомба була підкладена під вагон пасажирського потяга сполученням Зугдіді — Тбілісі, в який через півгодини повинна була розпочатися посадка пасажирів. Постраждав провідник вагону, який відбувся забоями. Як і у попередньому випадку, МВС Грузії порушило кримінальну справу за статтею «теракт», а також «умисне заподіяння шкоди» і «перешкоджання функціонуванню транспорту».

## Пасажирське сполучення
Станція є кінцевим пунктом для денних та нічних пасажирських потягів сполученням Тбілісі — Зугдіді, а також для електропоїздів сполученням Кутаїсі — Зугдіді. Потяги курсують щоденно.